# Hygrochloa
Hygrochloa là một chi thực vật có hoa trong họ Hòa thảo (Poaceae).

## Loài
Chi Hygrochloa gồm các loài: